# Poco Leok

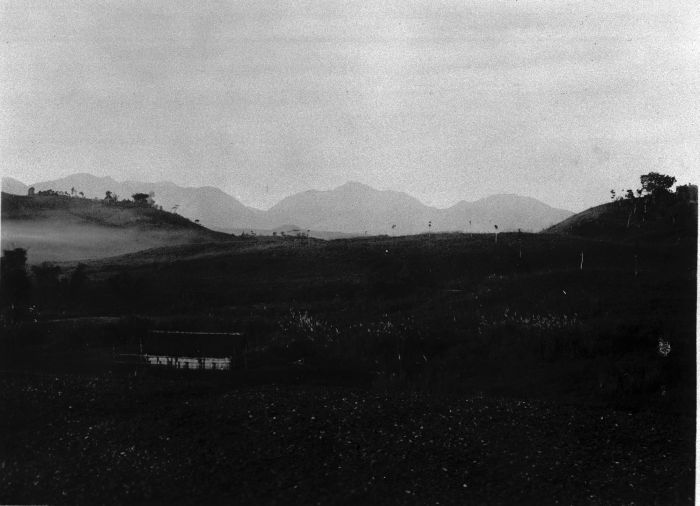
Gezicht op de hoogvlakte van Pagal met de vulkaan Poco Leok (ca. 1915).

Poco Leok (Indonesisch: Gunung Poco Leok) is een stratovulkaan op het Indonesische eiland Flores in de provincie Oost-Nusa Tenggara.